# سيامند وخجي
سِيامَند وخَجي (بالكردية: Siyabend û Xecê‏) ملحمة كُرديّة، تحكي قصة حب بين بطلها سيامند سيليفي وعشيقته خجي انتهت في وادي الموت قرب سفوح جبل سيبان الشاهِق Sîpanê Xelatê،  كانت بالأساس قصائد غنائية كاتبها مجهول، انتشرت بين الشعب الكردي من كردستان إلى القفقاس. في هذه الملحمة الفلكلورية، تم حتى الآن كتابة ثلاثة كتب من قبل ثلاثة مؤلفين مختلفين.

## التسمية
يُطلق على اسم سيابند أيضًا اسم «سيامند» في بعض الأماكن وقد تختلف في بعض الترجمات.

## تصوير الملحمة
في عام 1991، صُدر فيلم من إنتاج شاهين جوك، يروي قصة حب بين سيابند وخجي تحت عنوان "Siyabend ile Heco".